# Groep (elektrotechniek)

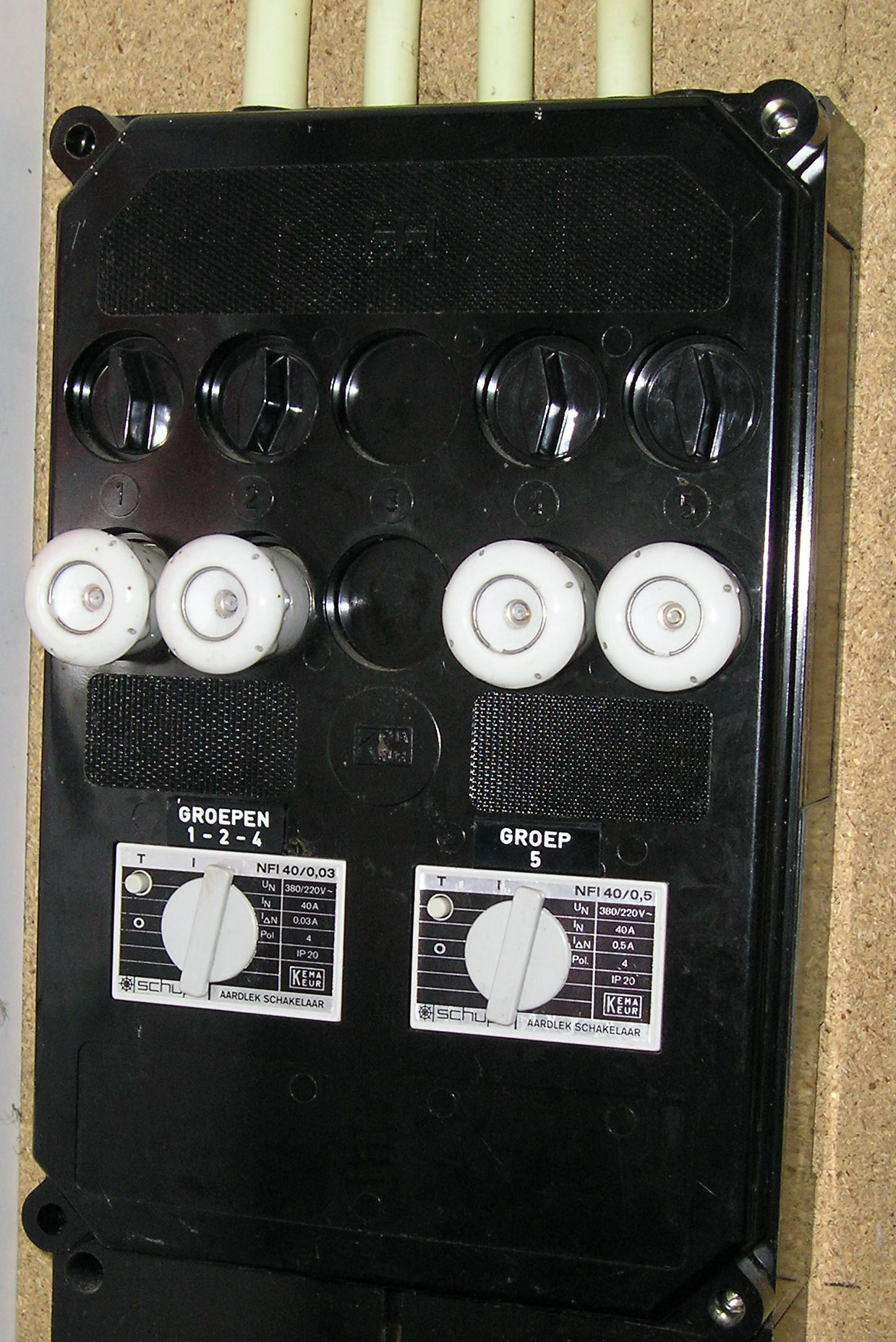
Van onder naar boven: 2× aardlekschakelaar, 4× smeltveiligheid, 4× (groep)schakelaar

Een groep is elk deel van de elektrische installatie in een gebouw, boot, caravan etc. dat afzonderlijk is beveiligd met een smeltveiligheid of installatieautomaat.
Door de installatie te verdelen in groepen voorkomt men dat bij een storing in één deel van de installatie, andere delen zonder elektriciteit komen te zitten. Het idee is, om zo dicht mogelijk bij de storing te zorgen voor afschakeling van alleen dat deel waar de storing zich voordoet (dit noemt men ook wel selectiviteit).

## Smeltveiligheid
Deze beschermt de leidingen van elke afzonderlijke groep tegen te hoge stromen waardoor in ergste geval door de warmteontwikkeling brand kan ontstaan. Door bewust in de stroomketen de smeltveiligheid de zwakste schakel te laten zijn, zal deze bij kortsluiting of overbelasting doorsmelten. De in de verdeelinrichting geplaatste smeltveiligheden zijn, bij woningen, meestal 10 of maximaal 16 ampère. Alle groepen samen zitten bij een huisinstallatie doorgaans aangesloten op één hoofdzekering van 25 of 35 ampère.

### Installatieautomaat
In moderne installaties wordt in plaats van smeltveiligheden gebruikgemaakt van installatieautomaten, deze zijn na het in werking treden eenvoudig weer te resetten. De automaten zijn voorzien van een magnetische- en thermische beveiliging. De magnetische beveiliging zal in werking treden als de overstroom snel een te grote waarde aanneemt, bijvoorbeeld bij kortsluiting. Bij overstroom ten gevolge van overbelasting zal de thermische beveiliging van de installatieautomaat, afhankelijk van de grootte van de overstroom, na korte of langere tijd aanspreken.

## Aardlekschakelaar
De aardlekschakelaar (ook wel differentiaalschakelaar genoemd), beschermt bij een lekstroom, tegen aanrakingsgevaar en brandgevaar. De aardlekschakelaar, die doorgaans meerdere groepen beveiligt, meet het verschil tussen de hoeveelheid elektrische stroom die de installatie in gaat, en de stroom die er weer uitvloeit. Is dit verschil te groot ( ≥ 30mA bij een normale groep in een woonhuis) dan schakelt deze de spanning binnen 200 milliseconden (0,2 seconden) af.

### Aardlekautomaat
Een combinatie van aardlekschakelaar en installatieautomaat is de aardlekautomaat. Deze beschermt behalve tegen aanrakingsgevaar en brandgevaar, de installatie ook tegen overstroom. Voordeel is dat deze bij een te hoge lekstroom alleen de groep waarin de storing zit spanningsloos maakt (een afzonderlijke aardlekschakelaar bedient vaak meerdere groepen).

### Lekstroom
Het verschil van de stroom die de installatie ingaat en de stroom die er weer uitgaat kan ontstaan door een defect in een apparaat waardoor op het metalen chassis elektrische spanning komt te staan. Bij een geaard apparaat zal de lekstroom via de aarde van de wandcontactdoos naar aarde wegvloeien. Bij een ongeaard apparaat, zal bij aanraking de elektrische stroom door het lichaam wegvloeien naar aarde. In beide gevallen is de retourstroom niet gelijk aan de stroom die de installatie via de aardlekschakelaar is ingegaan, deze zal hierdoor in werking treden voordat de situatie levensbedreigend wordt.

## Fasen
De voedingskabel van de elektriciteitsleverancier die het perceel binnenkomt bevat doorgaans de drie fasen en de nulleider. De spanning tussen de fasen is 400 V, de spanning tussen een fase en de nul is 230 V. De kabel is aangesloten op de huisaansluitkast. Hier bevinden zich 1, 2 of 3 veiligheden, afhankelijk of de installatie tussen een der fasen en de nulleider, tussen twee fasen of tussen de drie fasen aangesloten is. De meeste woonhuizen zijn aangesloten tussen een der fasen en de nul (230 V). In de huisaansluitkast bevindt zich dan maar één (trage) smeltveiligheid. Deze smeltveiligheid wordt ook wel hoofdzekering genoemd, een andere benaming is "pantserzekering". In oudere blokken van huurwoningen komt het nog wel voor, dat een heel woningblok met één enkele hoofdzekering wordt beveiligd.

## Kleurgebruik
| fasedraad | L         | bruin                     | groen                 |
| fasedraden drie fasen | L1 L2 L3  | bruin, zwart en grijs     | groen, zwart en blauw |
| schakeldraad | T         | zwart of grijs **         | zwart                 |
| nuldraad | N         | lichtblauw                | rood                  |
| aarddraad | Aarddraad | tweekleurig groen en geel | grijs of wit          |
| koppeldraad voor rookmelders |           | oranje                    |                       |
| * Sinds 2001 hanteert de Europese Unie het harmonisatiedocument HD 308 S2:2001. ** De kleur bruin mag alleen in kabels als schakeldraad worden gebruikt; niet in los getrokken draad. *** De oude kleuren worden niet meer toegepast, maar zijn soms nog wel in (woning)installaties van voor 1970 aanwezig. |           |                           |                       |